# Clark Gable
William Clark Gable, ameriški filmski igralec, * 1. februar 1901, Cadiz, Ohio, ZDA, † 16. november 1960, Los Angeles, Kalifornija, ZDA.
Gable je ob vrhuncu svoje slave nosil vzdevek Kralj Hollywooda. Leta 1999 ga je Ameriški filmski inštitut uvrstil na 7. mesto seznama največjih filmskih zvezdnikov vseh časov.
Gable je danes najbolj poznan po vlogi Rhetta Butlerja v epskem filmu o ameriški državljanski vojni V vrtincu, v katerem je v glavni vlogi zaslovela tudi Vivien Leigh. S to vlogo si je tudi prislužil svojo tretjo nominacijo za oskarja. Svojega edinega oskarja je prejel leta 1934 za film It Happened One Night, nominiran je bil tudi za vlogo Fletcherja Christiana v filmu Upor na ladji Bounty. Njegovi zadnji filmski vlogi sta prišli s podmorniškim vojnim filmom Run Silent, Run Deep in filmom The Misfits (1961), v katerem je tvoril dvojec z Marilyn Monroe.
V svoji dolgi karieri se je Gable na platnih pojavljal ob nekaterih najpriljubljenejših igralkah tedanjega časa. Kar osemkrat je sodeloval z Joan Crawford, sedemkrat je združil moči z Myrno Loy, še šestkrat pa z Jean Harlow. V štirih filmih je nastopil skupaj z Lano Turner, medtem ko je z Normo Shearer sodeloval trikrat. Pogosto Gabla imenujejo za največjega zvezdnika sredine 30. let, po priljubljenosti in slavi ga je tedaj dohajala le Shirley Temple.